# Palpares umbrosus
Palpares umbrosus is een insect uit de familie van de mierenleeuwen (Myrmeleontidae), die tot de orde netvleugeligen (Neuroptera) behoort. 
Palpares umbrosus is voor het eerst wetenschappelijk beschreven door Kolbe in 1898.